# Pedro Berruguete

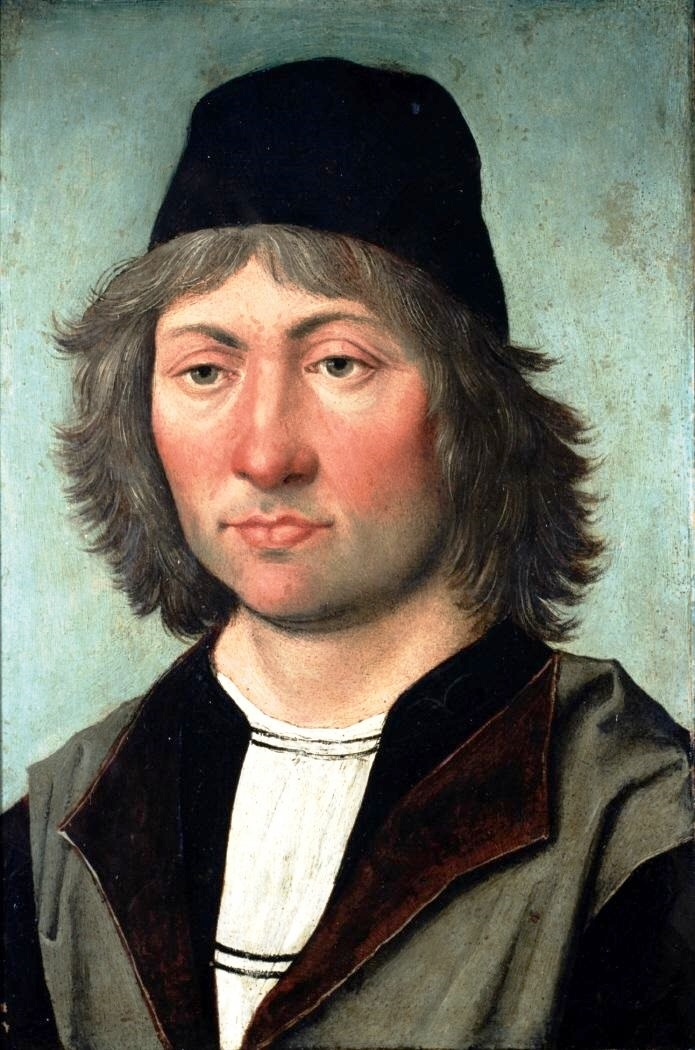
Presunto autorretrato de Pedro Berruguete (Museo Lázaro Galdiano, Madrid).

Pedro Berruguete (Paredes de Nava, Palencia c. 1450 -¿Madrid? 1503) fue un pintor español, situado en la transición del estilo gótico a la pintura renacentista.
Tras su formación, probablemente con Fernando Gallego en Salamanca, habría viajado muy joven a Italia, donde se documenta a «Pietro Spagnuolo» trabajando bajo el mecenazgo del duque de Urbino, Federico de Montefeltro. Esa estancia italiana le habría permitido conocer a los principales artistas del Quattrocento, como Melozzo da Forlì, y aprender las técnicas y maneras renacentistas, como el dominio del espacio, la anatomía o la variedad y naturalidad en los gestos, además de los elementos arquitectónicos y decorativos propios del Renacimiento, aunque de regreso a Castilla, hacia 1483, estas características no se muestren tan evidentes en su pintura.
Fue padre de uno de los artistas más destacados del Renacimiento hispano, Alonso Berruguete.

## Biografía

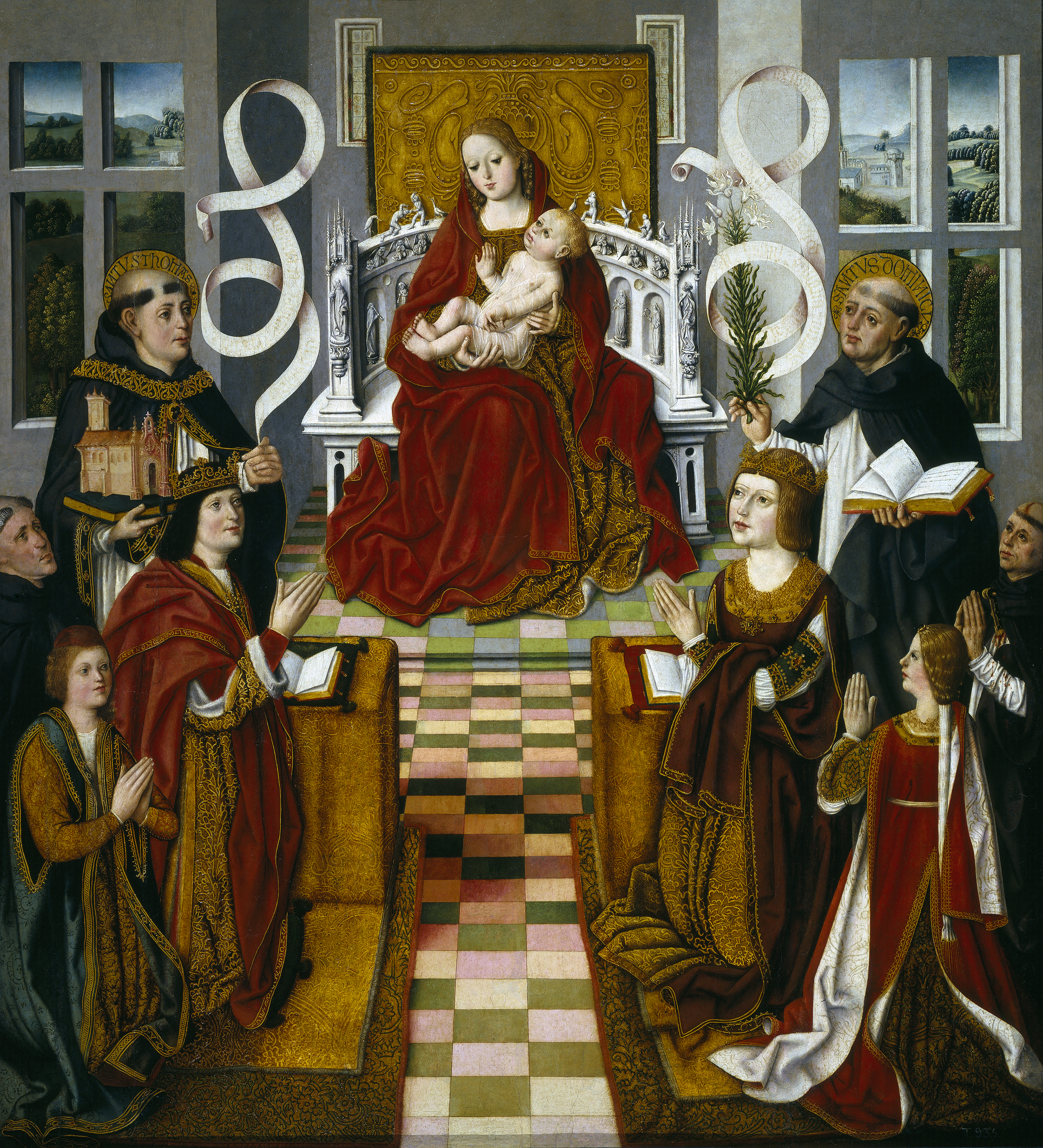
La Virgen de los Reyes Católicos, de autor anónimo conocido como Maestro de la Virgen de los Reyes Católicos, c. 1491-93 (Museo del Prado). Ejemplo del goticismo imperante en la pintura de la época.

Pedro Berruguete nació en Castilla y sus primeras obras delatan este origen y su adscripción a los modos gotizantes que predominaban en el arte de la época. Su aprendizaje artístico es bastante desconocido. También plantea muchas incógnitas su viaje a Italia para trabajar en el Palacio ducal de Urbino, donde habría coincidido con el flamenco Joos van Wassenhove (Justo de Gante). La mención a un «Pietro Spagnuolo pittore» trabajando en Urbino en 1477, hizo que, desde 1927, se identificase al así llamado con Pedro Berruguete, suponiendo una formación y estancia italiana del pintor que no es aceptada por toda la crítica. Quienes afirman el viaje a Italia le atribuyen allí una serie de retratos como el del papa Sixto IV (Museo del Louvre), y el Retrato de Federico de Montefeltro y su hijo Guidobaldo (Urbino, Palacio ducal), además de colaborar en obras de otros autores, como Piero della Francesca. 
Sin embargo, el testimonio más antiguo de la presencia de un pintor español en la corte de Urbino, además del citado documento de 1477, se encuentra en la obra de Pablo de Céspedes, que en su Discurso de la comparación de la antigua y moderna pintura y escultura, escrito en Córdoba en 1604, establece una clara diferencia entre "Berruguete el viejo, padre de Berruguete" y el «otro español que en el palacio de Urbino, en un camarino del duque, pinto unas cabezas a manera de retratos de hombres famosos, buenas a maravilla». Después de su presunta estancia italiana, Berruguete habría regresado a Castilla, donde encontró una buena clientela en el estamento eclesiástico, centrando su producción en pinturas para retablos. 
Lo cierto es que en 1478, sólo un año después de ser mencionado en Urbino «Pietro Spagnuolo» y cuatro antes de la fecha probable del retrato de Federico de Montefeltro, Pedro Berruguete contrajo matrimonio en Paredes de Nava, fechándose en ese mismo año sus tablas de Santa María del Campo.
Según Ceán Bermúdez Berruguete aparece documentado en Toledo en 1483, donde decora los muros de la Capilla del sagrario viejo de la Catedral primada, aunque la documentación subsistente remite más bien al año 1493. Tras la que habría sido una primera estancia toledana habría vuelto a su población natal y ejecutado el retablo de santa Ana y la Virgen (1485-1488). En esta fecha habría vuelto a Toledo y, tras un periodo de silencio documental, se le vuelve a encontrar allí en 1494. Por encargo del inquisidor Tomás de Torquemada, realizó el retablo mayor del Monasterio de Santo Tomás de Ávila. Desmembrado, destaca en él la pintura del Auto de Fe presidido por Santo Domingo de Guzmán, conservada con otras tablas de dicho retablo en el Museo del Prado. 
Existe la posibilidad de que el pintor trabajase al servicio de Isabel la Católica. Uno de los encargos reales sería el San Juan Evangelista en Patmos, que Berruguete entregó el 3 de mayo de 1499 en el antiguo Alcázar de Madrid y que hoy se conserva en la Capilla Real de Granada.
Hacia 1500 trabajó para el desaparecido Hospital de la Latina de Madrid, a petición de Beatriz Galindo, fundadora de esta institución y preceptora de la reina Isabel. Una de sus obras más logradas, La Virgen con el Niño en un trono, presidió la capilla del citado hospital hasta su demolición en 1906, para después ser trasladada al Museo de Historia de Madrid y al Museo de San Isidro (a donde regresó tras un depósito temporal en el Museo del Prado).
Su última etapa transcurrió en su localidad natal, Paredes de Nava, donde pintó obras como el parcialmente desaparecido retablo de Guaza de Campos de 1501. En su pintura destaca la influencia del Renacimiento italiano, en el hecho de querer enmarcar las figuras y las acciones en el espacio, mediante la utilización de la luz y la perspectiva, aunque a veces no bien resuelta. De vuelta a Castilla, habría perdido el interés por el detalle y sus figuras se vuelven más sobrias, quizá como adaptación de su estilo a los gustos más arcaicos de sus comitentes.

## Obra

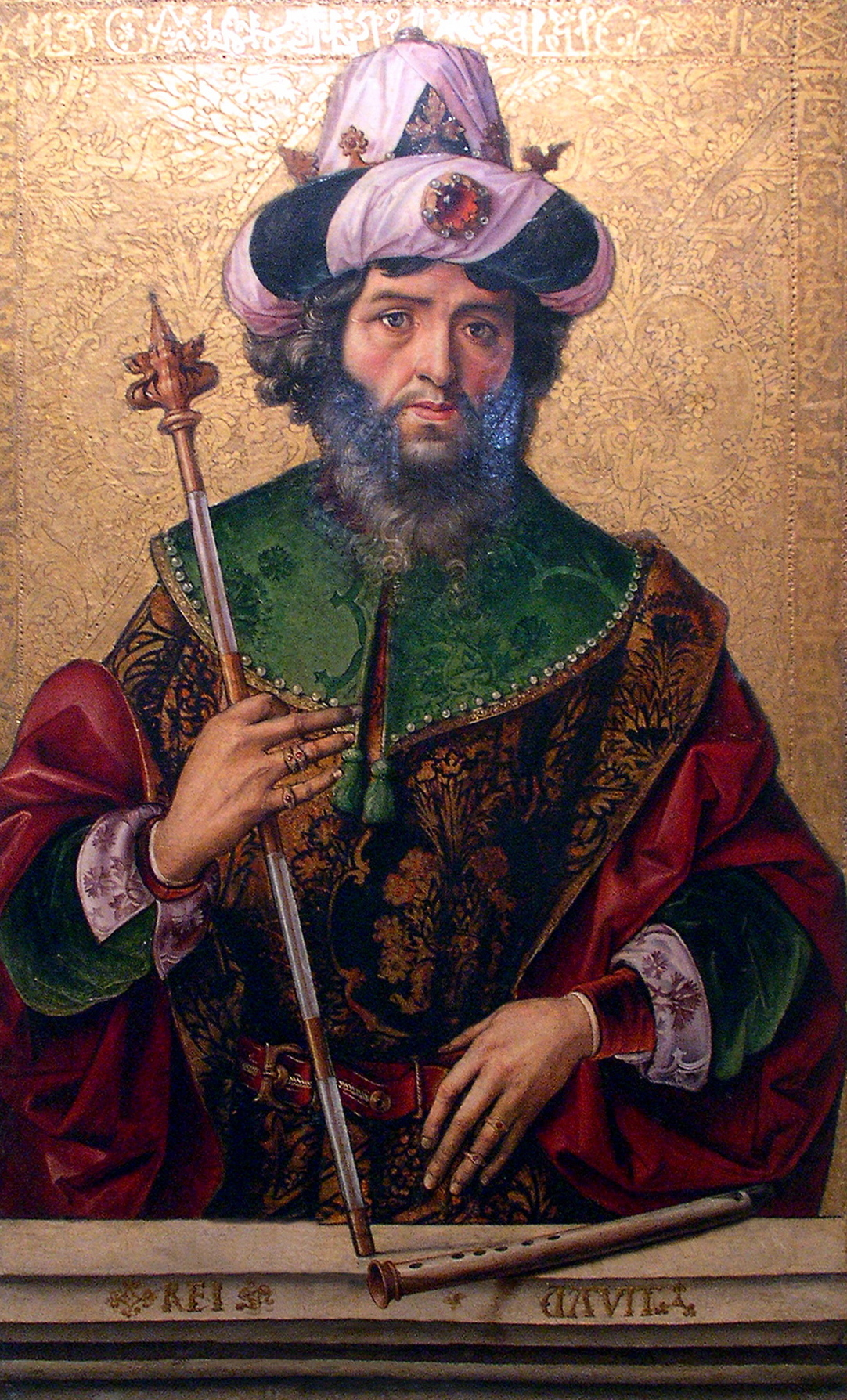
Rey David, en la iglesia de Santa Eulalia de Paredes de Nava.

### Primera etapa
Primera etapa (entre 1470 y 1471): Verificación de la cruz de Cristo de la iglesia de San Juan de Paredes de Nava o la Adoración de los magos de la colección Várez Fisa.

### Segunda etapa
Segunda etapa y supuesto viaje de aprendizaje en Italia (1471-1483).
No se conservan demasiados testimonios de la obra de Berruguete en esta época, y los que existen son controvertidos en cuanto a autoría. Destaca sobre todo el Retrato de Federico de Montefeltro y su hijo Guidobaldo (Galería de las Marcas, Palacio Ducal de Urbino), excelente y original muestra de retrato "de aparato" en un interior; y la serie de Hombres Ilustres, repartida entre varios museos, entre ellos el Louvre. Esta estancia italiana se habría visto interrumpida por un viaje de retorno a Paredes de Nava en 1478 para contraer matrimonio, regresando luego a Italia.

### Tercera etapa
Tercera etapa (1483-1503) de creación en Castilla. En este momento adapta el estilo que aprendió en Italia a los gustos de la clientela castellana, más conservadora y apegada a las maneras del gótico.
Su obra maestra son unas pinturas representando a los Reyes de Judá, en el retablo mayor de la iglesia de Santa Eulalia de Paredes de Nava, donde a pesar de recurrir a elementos arcaizantes (composición frontal, fondo dorado), logra una galería de retratos de intenso verismo. Destacan en la serie el Rey David, de penetrante mirada, el Rey Salomón y el Rey Ezequías.
Muchas de sus mejores obras de esta y otras etapas se pueden ver en diferentes localidades de la provincia de Palencia, como La adoración de los Reyes y La Anunciación, conservadas en el Museo parroquial de Santa María de Becerril de Campos, Los pretendientes de la Virgen y La Crucifixión que se guardan en el Museo Diocesano de Palencia, o La lamentación sobre el cuerpo de Cristo de la catedral de Palencia.
En la iglesia de la Asunción de Santa María del Campo, en Burgos, se conservan dos obras importantes de este periodo: Decapitación del Bautista y Bautismo de Cristo, que formaron parte de un retablo de la vida del Bautista, datadas entre 1483 y 1485, siendo unas de las primeras obras de esta tercera etapa castellana. Las innovaciones en composición y perspectiva traídas de Italia se hacen evidentes en estas dos obras. En la Decapitación, utiliza como fondo una arquitectura inspirada en lo que hacía Francesco Laurana en ese momento en Urbino.

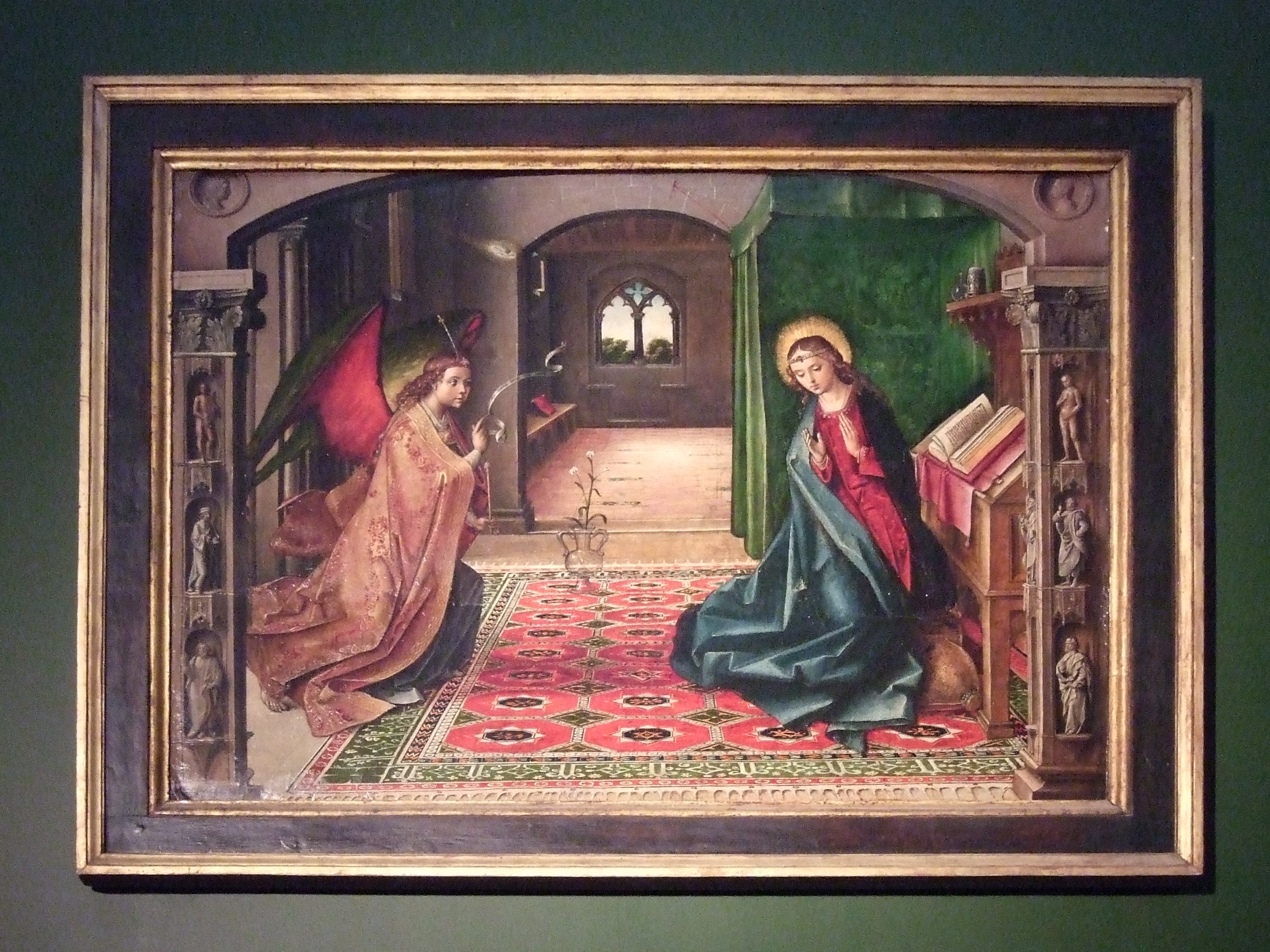
Anunciación, 1505 (Cartuja de Miraflores, Burgos).

La Anunciación de la Cartuja de Miraflores destaca por el detallismo en los objetos y el interesante juego de perspectivas, que crea una perfecta ilusión espacial. En todas estas obras las figuras aparecen muy individualizadas, y el dominio del espacio, la perspectiva y la composición se enriquece con un certero sentido del dibujo y una sabia utilización del color. Otra Anunciación, de notable calidad si bien más sencilla, ha aflorado en 2025 como obra virtualmente inédita; pertenece a los herederos del ministro Manuel Arburúa y, tras ser restaurada, se expone cedida en comodato en el Museo de Bellas Artes de Bilbao.
Su último encargo fue el retablo mayor de la catedral de Ávila, que no pudo concluir debido a su muerte. Desde 1499 pintó para esta obra, de aparatosa arquitectura tardogótica, varias tablas con historias de la vida de Cristo para el cuerpo del retablo, y figuras de patriarcas destinadas a la predela. En estas pinturas, quizá por deseo de los comitentes, se ajusta a los esquemas gotizantes que imperaban en Castilla en ese momento, utilizando el fondo de oro y composiciones algo rígidas. Las figuras son de un canon más robusto y monumental que en obras anteriores, quizá con el fin de que destacaran en la lejanía de la capilla mayor. La muerte del maestro hizo que el retablo fuera concluido por Bartolomé de Santa Cruz, y a la de este (en 1508) por Juan de Borgoña.
En el año 2003, con motivo de la conmemoración del V centenario de la muerte del pintor, se le dedicó una exposición monográfica en su localidad natal, Paredes de Nava, que reunió lo mejor de su pintura y permitió esclarecer algunos aspectos de su vida y obra.

## Galería de obras

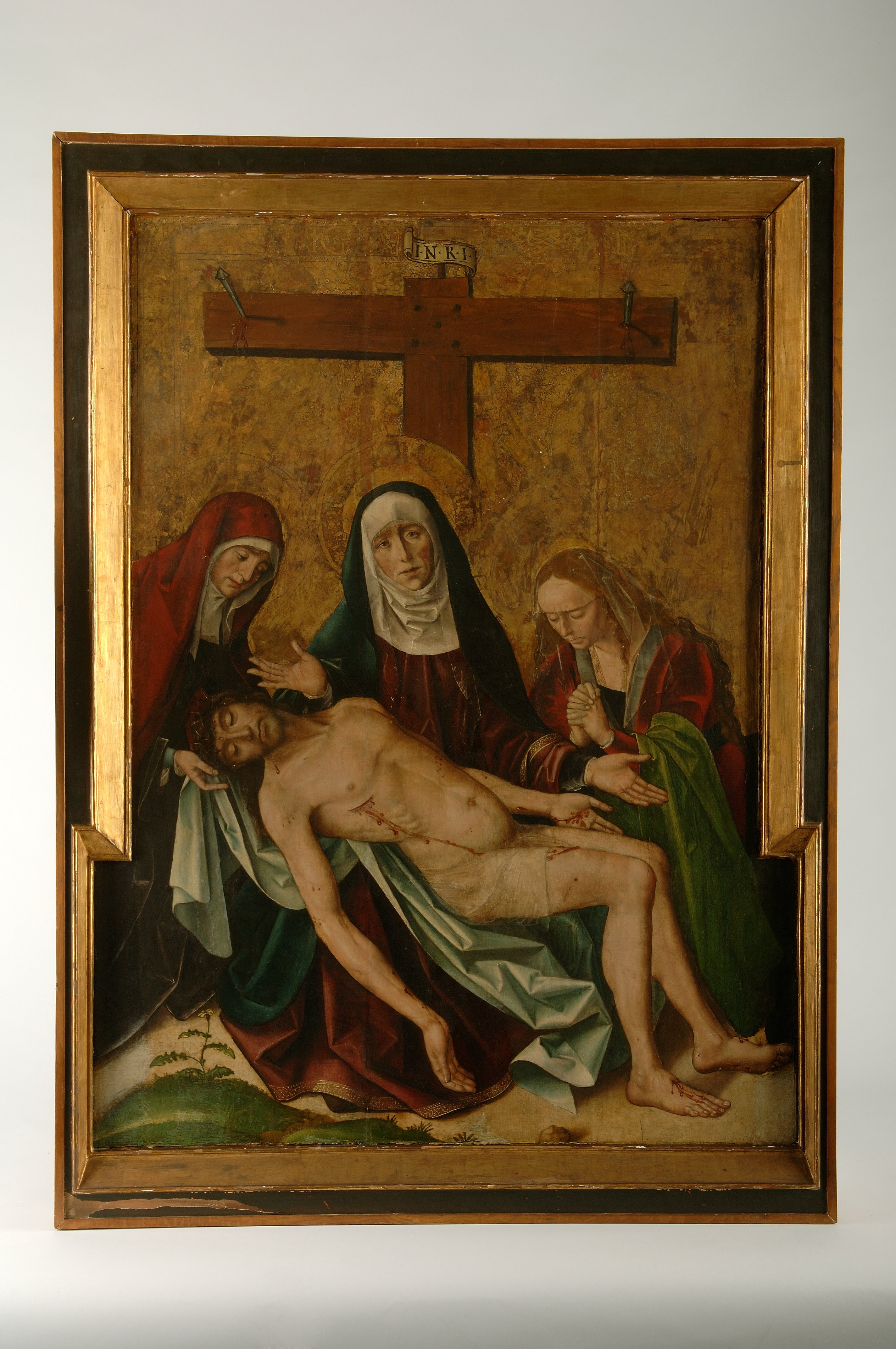
Piedad (Museo Nacional de Escultura, Valladolid), 1480
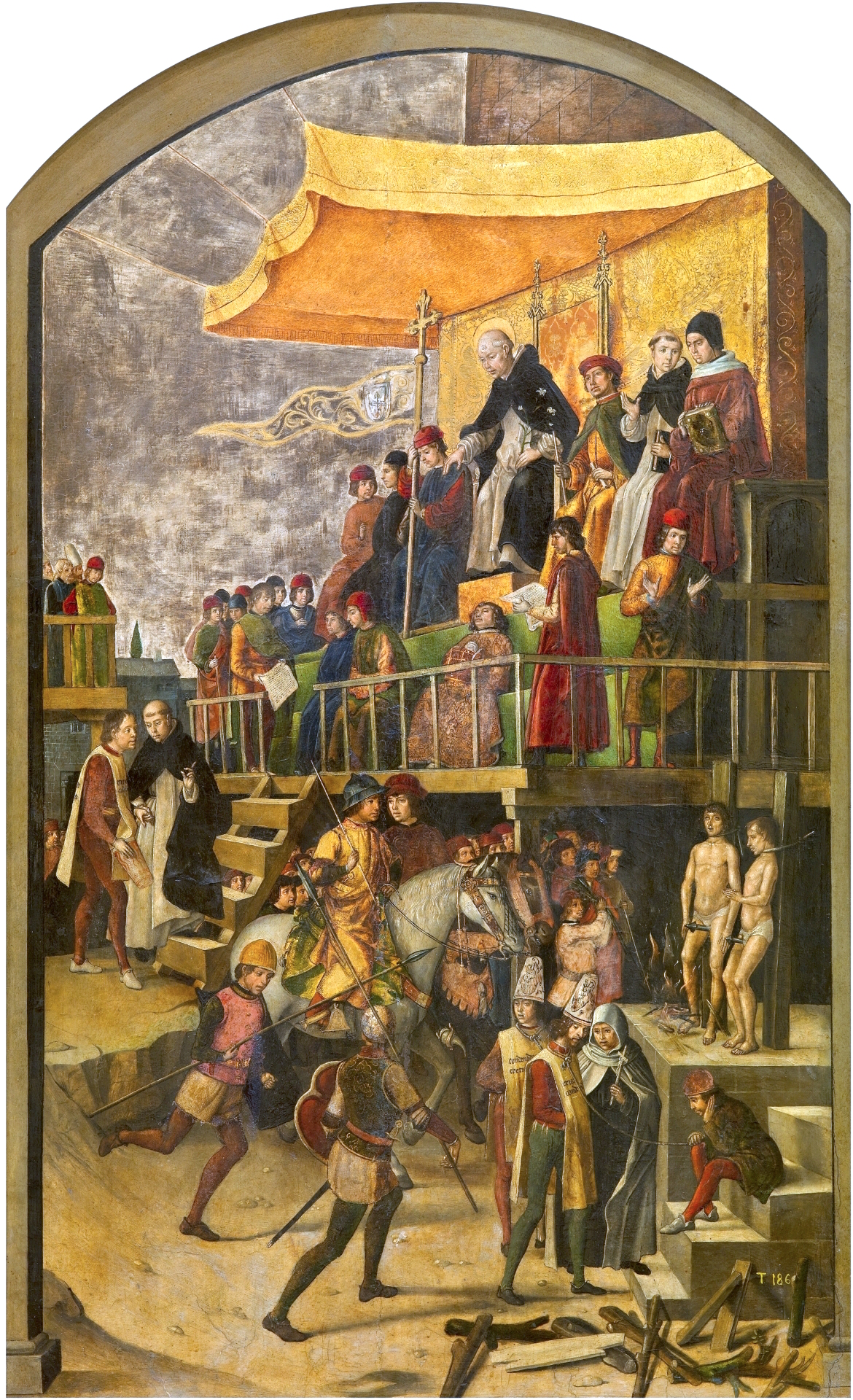
Auto de Fe presidido por Santo Domingo de Guzmán, c.1495[12] (Museo del Prado, Madrid)
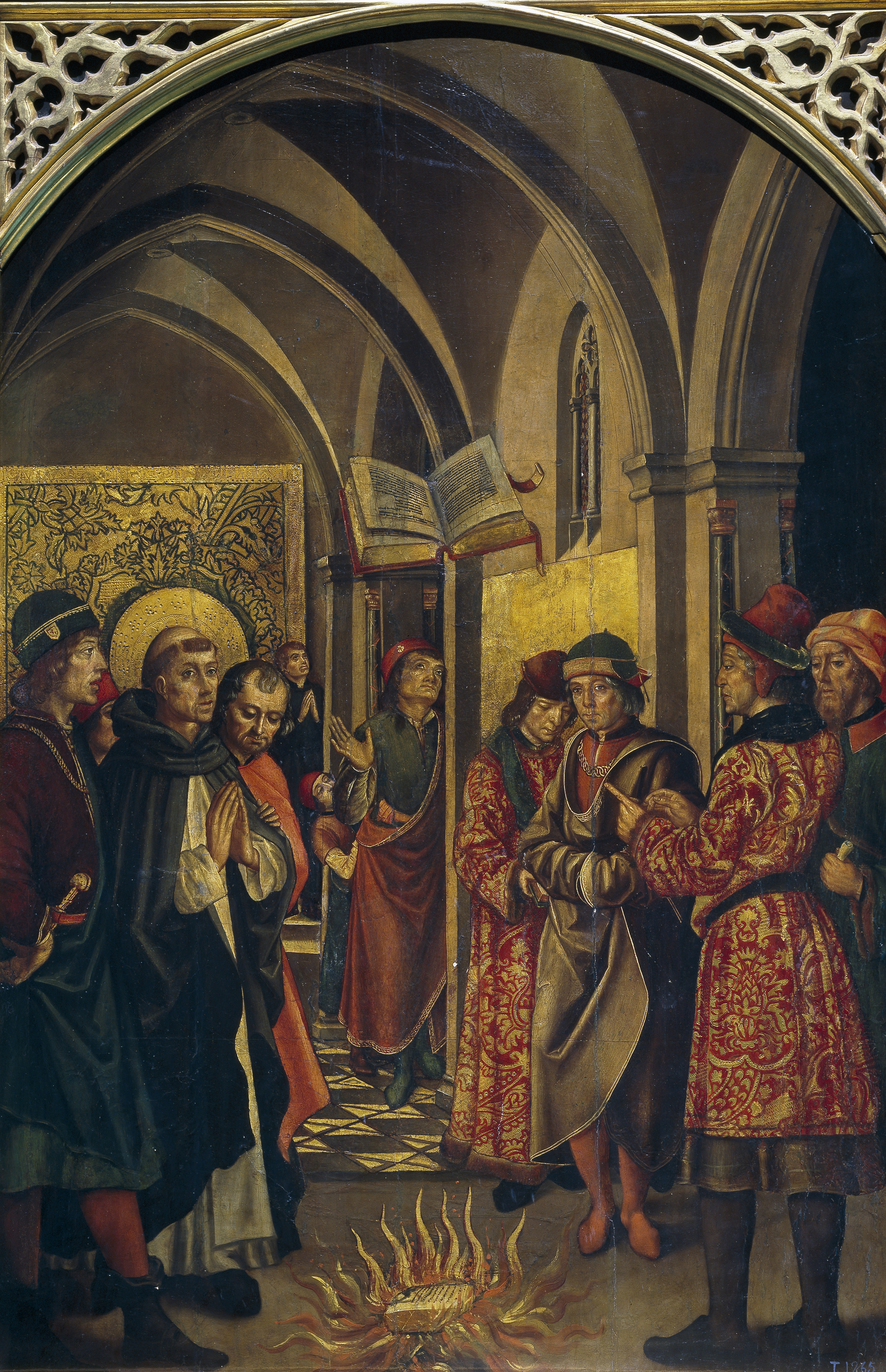
La prueba de fuego (Museo del Prado)
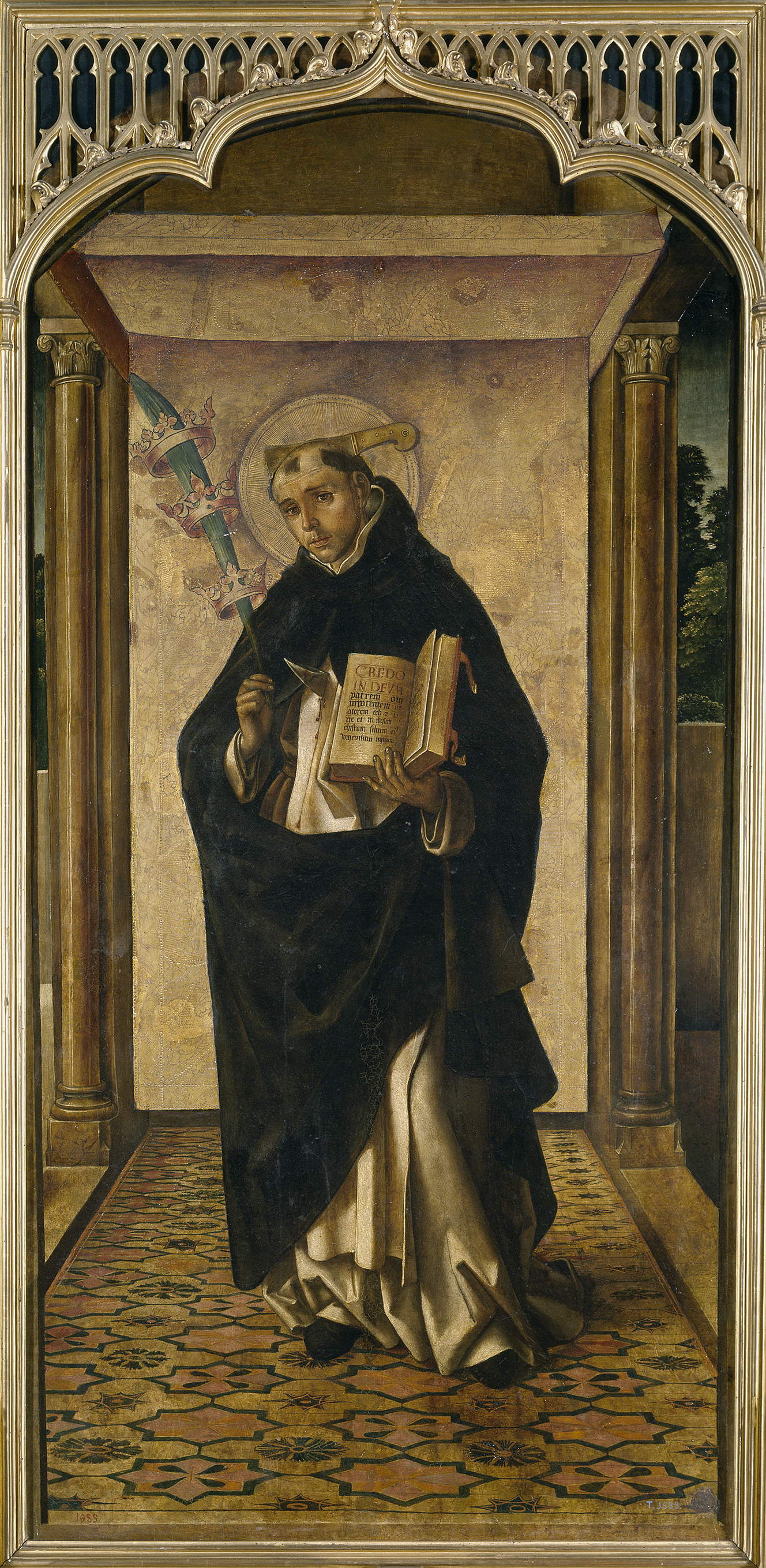
San Pedro de Verona (Museo del Prado)
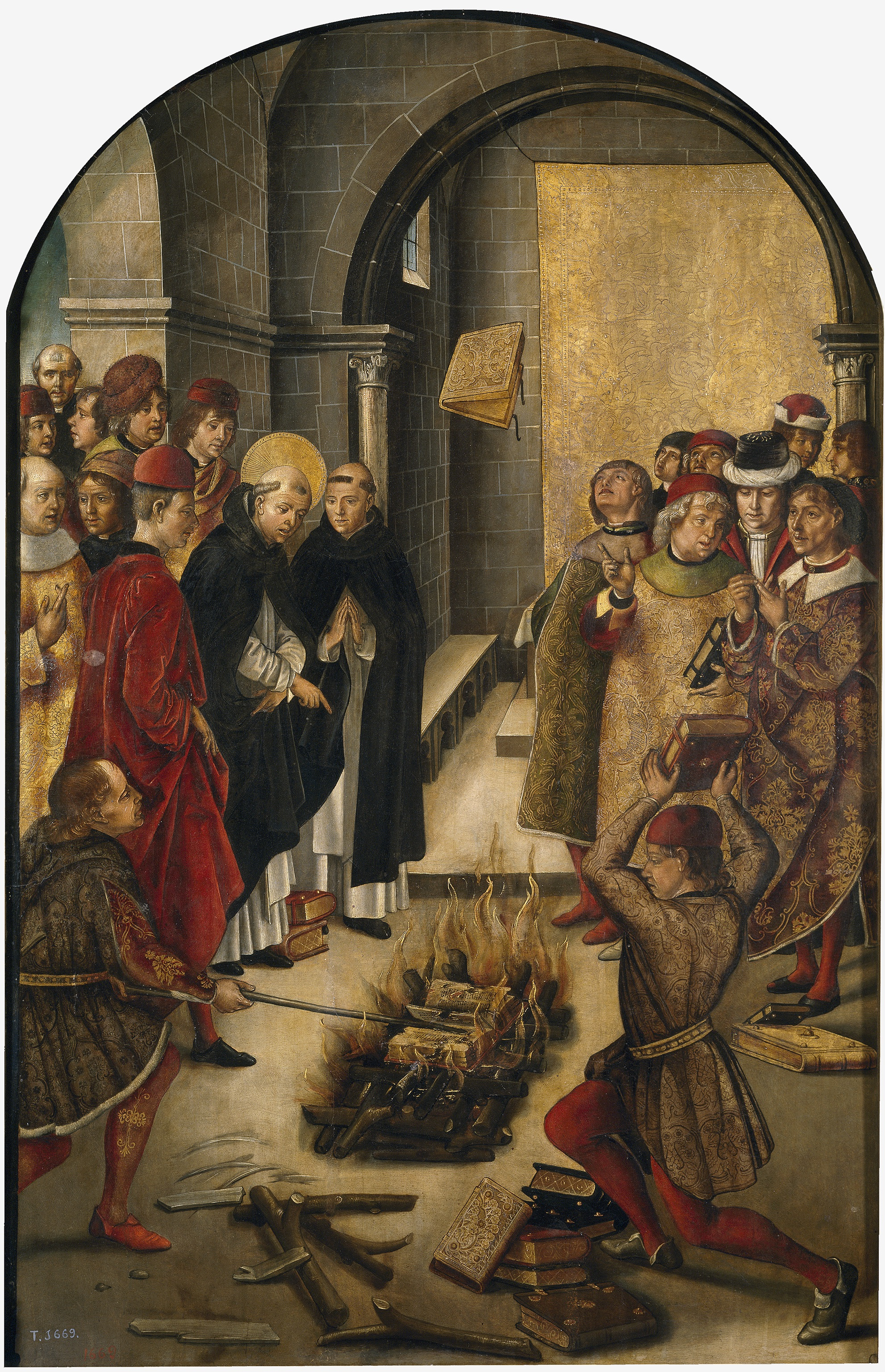
Santo Domingo y los albigenses (Museo del Prado)
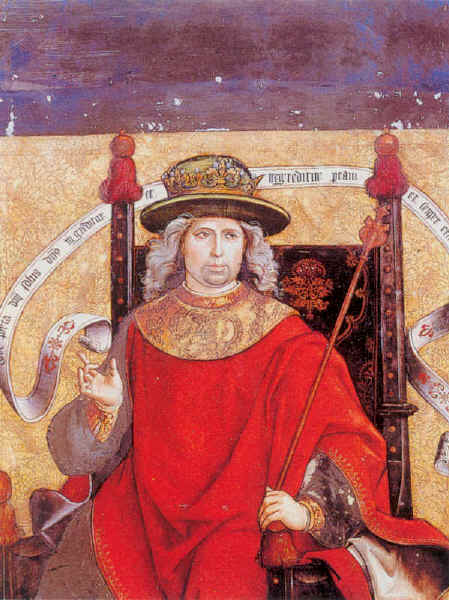
El profeta Ezequiel (Museo Diocesano de Palencia)
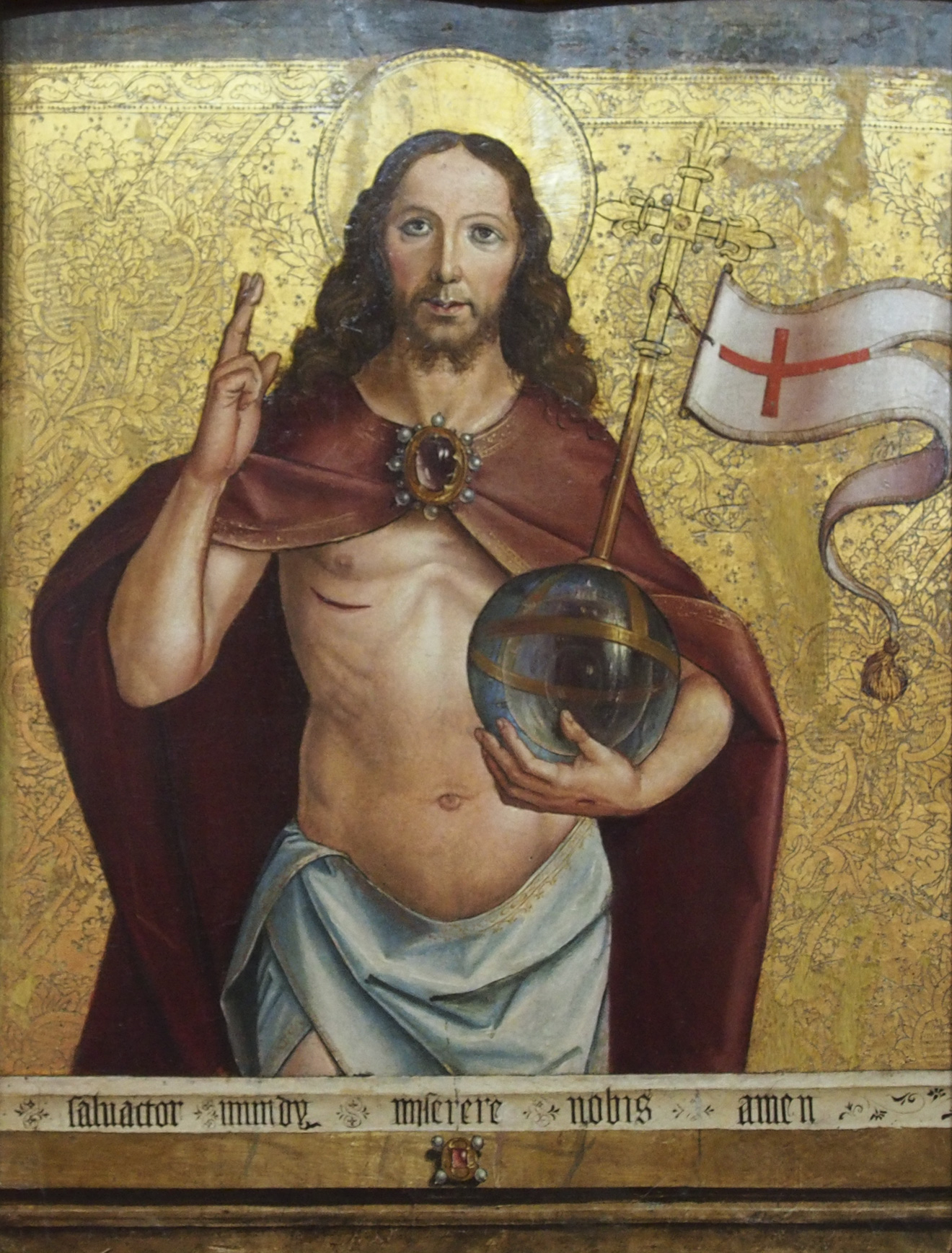
Cristo Salvator Mundi (Museo Diocesano de Palencia)
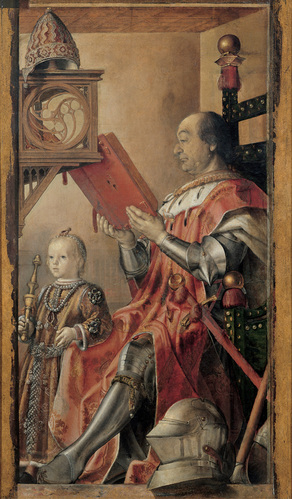
Federico de Montefeltro y su hijo Guidobaldo (Galería de las Marcas, Urbino)
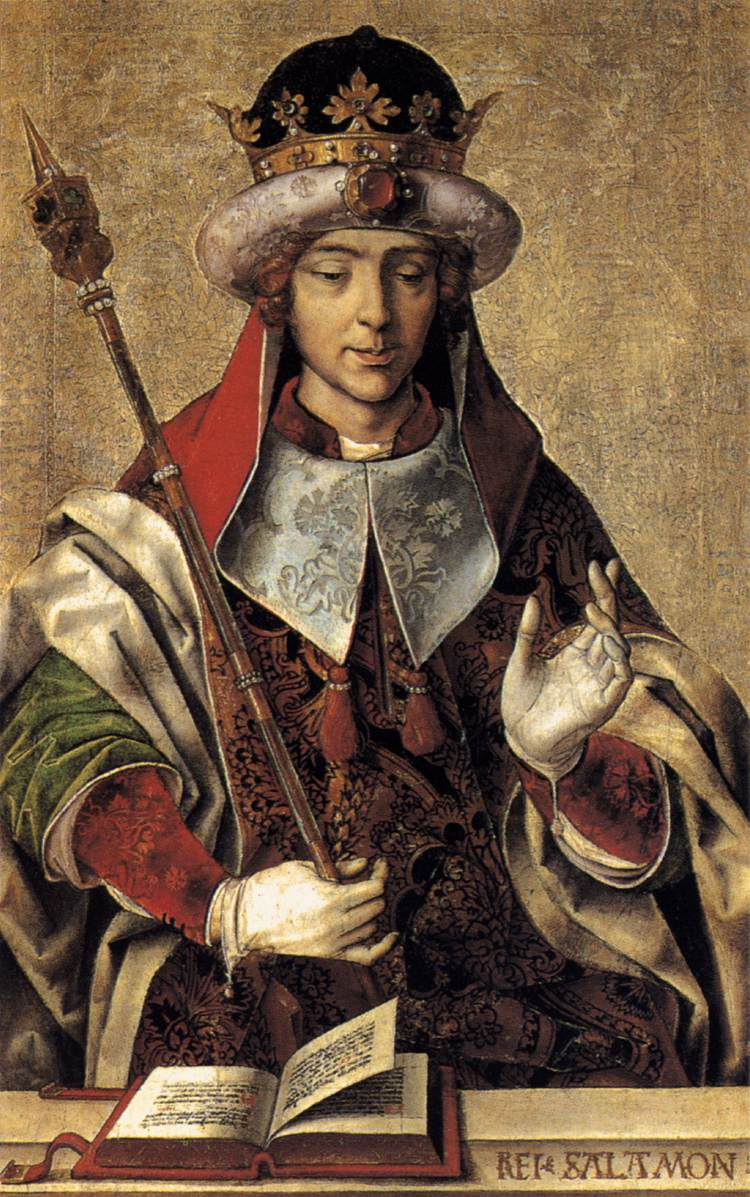
Salomón, (Iglesia de santa Eulalia, Paredes de Nava, Palencia)
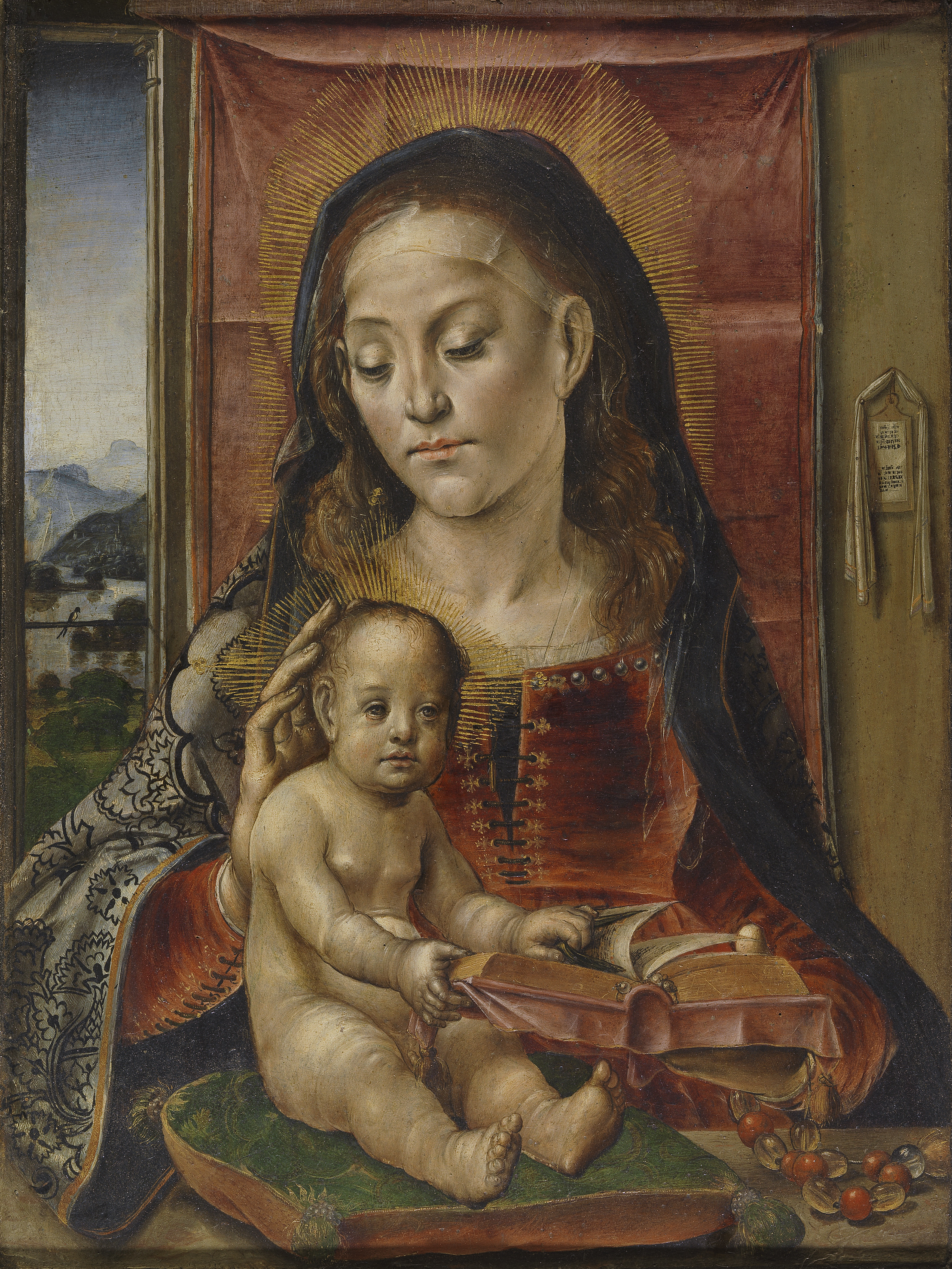
La Virgen con el Niño (Museo del Prado)
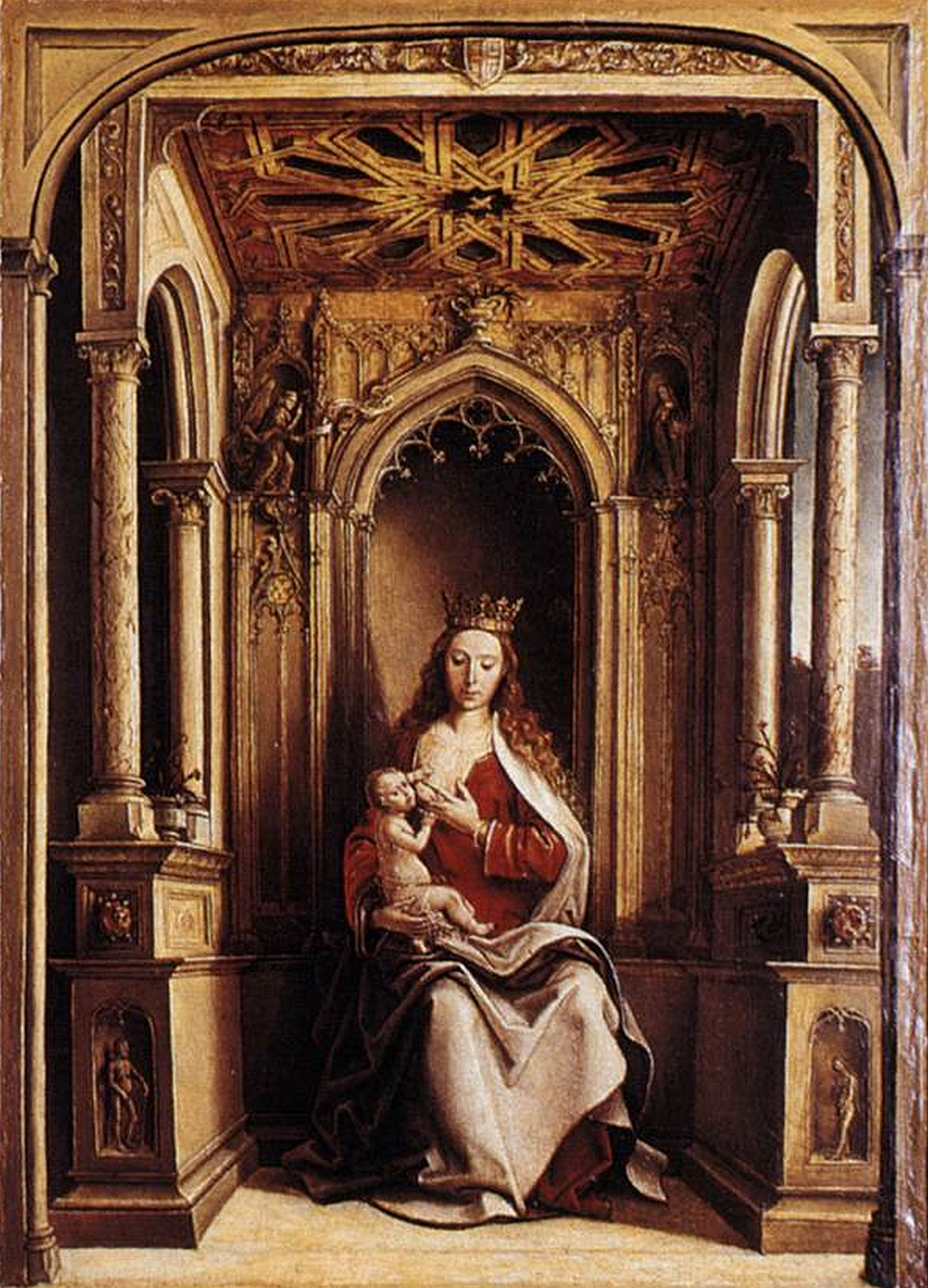
La Virgen con el Niño en un trono o Virgen de la Leche (Museo de San Isidro, Madrid)
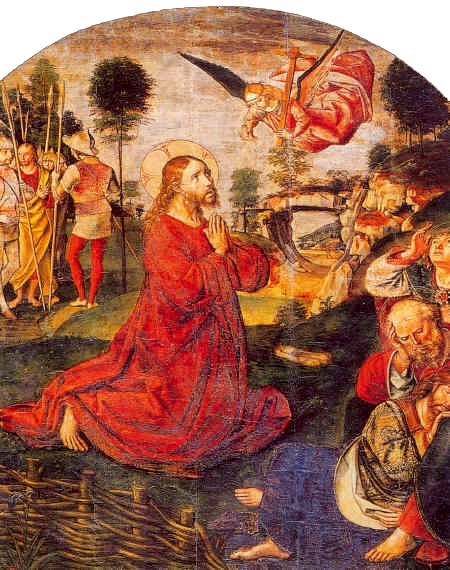
La Oración del Huerto (Catedral de Ávila)